# Anna Berreiter
Anna Berreiter (Berchtesgaden, 3 settembre 1999) è una slittinista tedesca, medaglia d'argento olimpica nel singolo a Pechino 2022 e campionessa mondiale nella stessa specialità ad Oberhof 2023.

## Biografia
Figlia di Robert Leonhard, saltatore con gli sci che gareggiò a livello internazionale vincendo anche un titolo mondiale juniores a Lake Placid 1986, fece la sua prima esperienza su una slitta all'età di otto anni, provando una discesa sulla pista di Königssee.

### Carriera sportiva

#### Stagioni 2016-2019

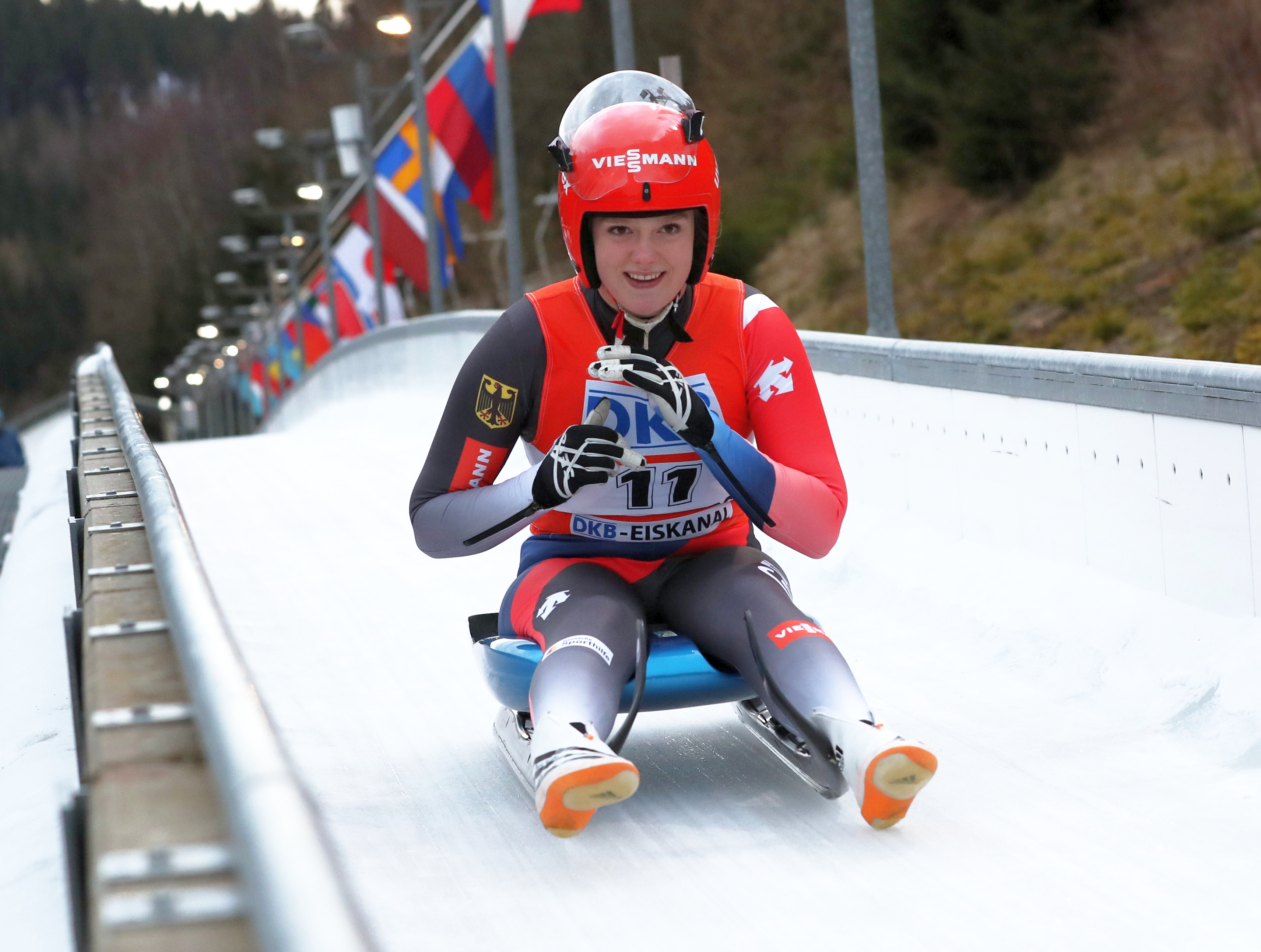
Berreiter in gara ai mondiali juniores di Altenberg 2018.

Iniziò a gareggiare per la nazionale tedesca nella categoria giovani nel 2015, prendendo parte alla Coppa del Mondo di categoria nel singolo e concludendo la graduatoria finale in seconda posizione disputando quattro delle sei prove in programma; l'anno successivo, pur essendo nei limiti previsti per poter gareggiare in quella stessa classe di età, partecipò a quella junior terminando al diciottesimo posto della classifica e giunse quinta agli europei juniores di Oberhof 2017.
La stagione seguente ottenne la terza piazza in Coppa del Mondo juniores, fu sesta nella rassegna continentale di categoria a Winterberg 2018 e quinta in quella iridata di Altenberg 2018; nel 2018/19 chiuse nuovamente al terzo posto nella classifica di Coppa, vinse la medaglia di bronzo nel singolo e quella d'oro nella gara a squadre agli europei di Sankt Moritz 2019 mentre ai mondiali di Innsbruck 2019 giunse trentasettesima nella prova individuale.

#### Stagioni 2020-2022

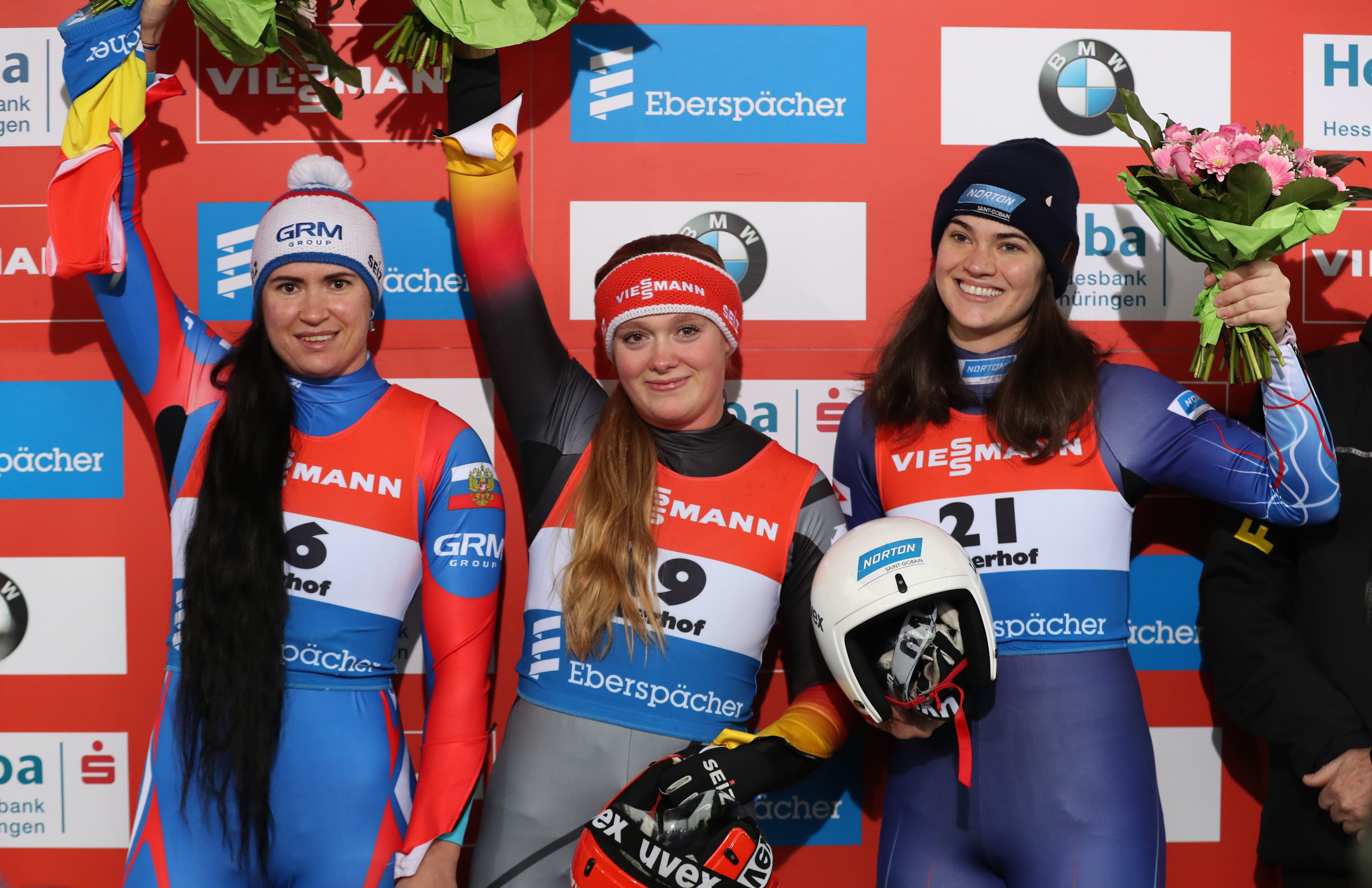
Berreiter (al centro) sul podio con Ivanova e Britcher festeggia la sua prima vittoria in Coppa del Mondo ad Oberhof nel 2020.

Con il ritiro dalle competizioni di Tatjana Hüfner e la contemporanea pausa per maternità di Natalie Geisenberger e Dajana Eitberger nell'annata 2019/20 fu inserita nella squadra nazionale maggiore, fece quindi il suo esordio a livello assoluto il 23 novembre 2019 ad Innsbruck, nella tappa inaugurale della Coppa del Mondo, concludendo la gara del singolo al settimo posto; colse il suo primo podio il 14 dicembre 2019 a Whistler con la seconda posizione nella prova individuale e la sua prima vittoria il 2 febbraio 2020 ad Oberhof, imponendosi nel singolo e ripetendosi nella stessa giornata anche nella gara a squadre con i compagni Johannes Ludwig, Tobias Wendl e Tobias Arlt; al termine della stagione, grazie anche all'ulteriore vittoria nella gara di Schönau am Königssee, si piazzò al quarto posto della classifica generale. Prese parte inoltre ai campionati europei di Lillehammer 2020 in cui raggiunse l'undicesimo posto, che le valse la medaglia di bronzo nella speciale classifica riservata alle atlete under 23, ed ai mondiali di Soči 2020 in cui fu sesta nel singolo, nona nella gara sprint e conquistò il titolo iridato tra le under 23.
L'annata seguente, con il rientro alle gare di Geisenberger ed Eitberger, perse inizialmente il posto in squadra in favore di Cheyenne Rosenthal, fu poi reintegrata per la parte centrale della stagione gareggiando in quattro tappe di Coppa, culminate col terzo posto ad Oberhof e che chiuse in diciannovesima posizione, agli europei di Sigulda 2021 in cui fu quattordicesima ed ai mondiali di Schönau am Königssee 2021 dove ottenne la quarta posizione nel singolo, la medaglia d'argento nella sprint e bissò la vittoria tra le under 23. Nel 2021/22 fece parte stabilmente del gruppo nazionale e, con quattro podi ottenuti in stagione tra cui la vittoria nella gara di Soči, chiuse al quarto posto la graduatoria generale; inoltre fu settima nella rassegna continentale di Sankt Moritz 2022, che le valse la seconda piazza tra le under 23, e prese parte ai Giochi olimpici invernali di Pechino 2022, dove conquistò la medaglia d'argento nel singolo, alle spalle della connazionale Natalie Geisenberger e davanti alla russa Tat'jana Ivanova.

#### Stagioni 2023-2025

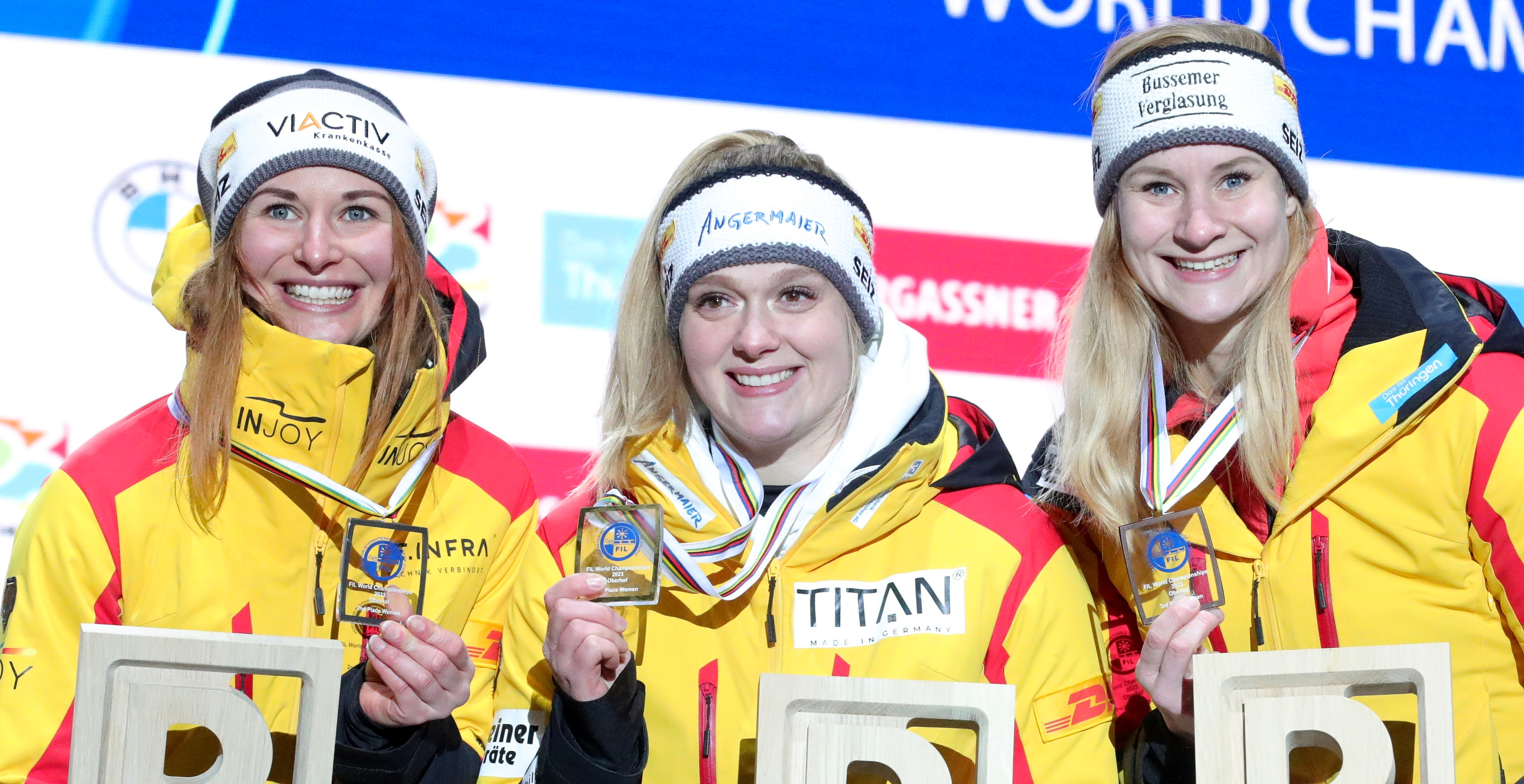
Berreiter (al centro), con le connazionali Taubitz e Eitberger sul podio dei mondiali di Oberhof 2023.

La stagione 2022/23 fu quella della definitiva consacrazione, oltre ai cinque podi in Coppa del Mondo che le valsero il terzo posto nella classifica finale, vinse il titolo europeo nel singolo e l'argento nella gara a squadre a Sigulda 2023 ed ai mondiali di Oberhof 2023 conquistò il bronzo nella sprint e la medaglia d'oro sia nel singolo sia nella staffetta; l'annata successiva giunse seconda nella graduatoria di Coppa, salendo sul podio in sei delle dodici gare in programma, ottenne la medaglia di bronzo nei campionati europei di Innsbruck 2024 ed in quelli mondiali si dovette accontentare del tredicesimo posto nella sprint e del ventiquattresimo nella prova classica, a causa di un grave errore capitatole durante la prima discesa.
Nel 2024/25, con un solo podio ottenuto nella tappa di Altenberg, giunse sesta nella classifica finale di Coppa, ottenne la quinta posizione agli europei di Winterberg 2025 ed ai mondiali di Whistler 2025 colse l'undicesima piazza nella prova individuale.

## Palmarès

### Olimpiadi
- 1 medaglia:
  - 1 argento (singolo a Pechino 2022).

### Mondiali
- 4 medaglie:
  - 2 ori (singolo, gara a squadre ad Oberhof 2023);
  - 1 argento (singolo sprint a Schönau am Königssee 2021);
  - 1 bronzo (singolo sprint ad Oberhof 2023).

### Europei
- 3 medaglie:
  - 1 oro (singolo a Sigulda 2023);
  - 1 argento (gara a squadre a Sigulda 2023);
  - 1 bronzo (singolo ad Innsbruck 2024).

### Mondiali under 23
- 2 medaglie:
  - 2 ori (singolo a Soči 2020; singolo a Schönau am Königssee 2021).

### Europei under 23
- 2 medaglie:
  - 1 argento (singolo a Sankt Moritz 2022);
  - 1 bronzo (singolo a Lillehammer 2020).

### Europei juniores
- 2 medaglie:
  - 1 oro (gara a squadre a Sankt Moritz 2019);
  - 1 bronzo (singolo a Sankt Moritz 2019).

### Coppa del Mondo
- Miglior piazzamento in classifica generale di Coppa del Mondo nel singolo: 2ª nel 2023/24.
- 28 podi (18 nel singolo, 2 nel singolo sprint, 8 nelle gare a squadre):
  - 9 vittorie (5 nel singolo, 4 nelle gare a squadre);
  - 11 secondi posti (7 nel singolo, 4 nelle gare a squadre);
  - 8 terzi posti (6 nel singolo, 2 nel singolo sprint).

#### Coppa del Mondo - vittorie
| Data             | Luogo                | Paese    | Disciplina                                                                                           |
| ---------------- | -------------------- | -------- | --- |
| 2 febbraio 2020  | Oberhof              | Germania | Singolo                                                                                              |
| 2 febbraio 2020  | Oberhof              | Germania | Gara a squadre con Johannes Ludwig, Tobias Wendl e Tobias Arlt                                       |
| 29 febbraio 2020 | Schönau am Königssee | Germania | Singolo                                                                                              |
| 1º marzo 2020    | Schönau am Königssee | Germania | Gara a squadre con Felix Loch, Toni Eggert e Sascha Benecken                                         |
| 27 novembre 2021 | Soči                 | Russia   | Singolo                                                                                              |
| 15 gennaio 2023  | Sigulda              | Lettonia | Singolo                                                                                              |
| 7 gennaio 2024   | Winterberg           | Germania | Gara a squadre con Tobias Wendl, Tobias Arlt, Max Langenhan, Jessica Degenhardt e Cheyenne Rosenthal |
| 24 febbraio 2024 | Sigulda              | Lettonia | Singolo                                                                                              |
| 3 marzo 2024     | Sigulda              | Lettonia | Gara a squadre con Tobias Wendl, Tobias Arlt, Felix Loch, Jessica Degenhardt e Cheyenne Rosenthal    |

### Coppa del Mondo juniores
- Miglior piazzamento in classifica di Coppa del Mondo juniores nel singolo: 3ª nel 2017/18 e nel 2018/19.

### Coppa del Mondo giovani
- Miglior piazzamento in classifica di Coppa del Mondo giovani nel singolo: 2ª nel 2015/16.

### Campionati tedeschi
- 8 medaglie:
  - 5 ori (singolo ad Oberhof 2023; singolo, gara a squadre ad Altenberg 2024; singolo, gara a squadre a Winterberg 2025);
  - 2 argenti (singolo ad Oberhof 2020; singolo ad Altenberg 2022);
  - 1 bronzo (gara a squadre ad Oberhof 2023).